# Палапа (споруда)

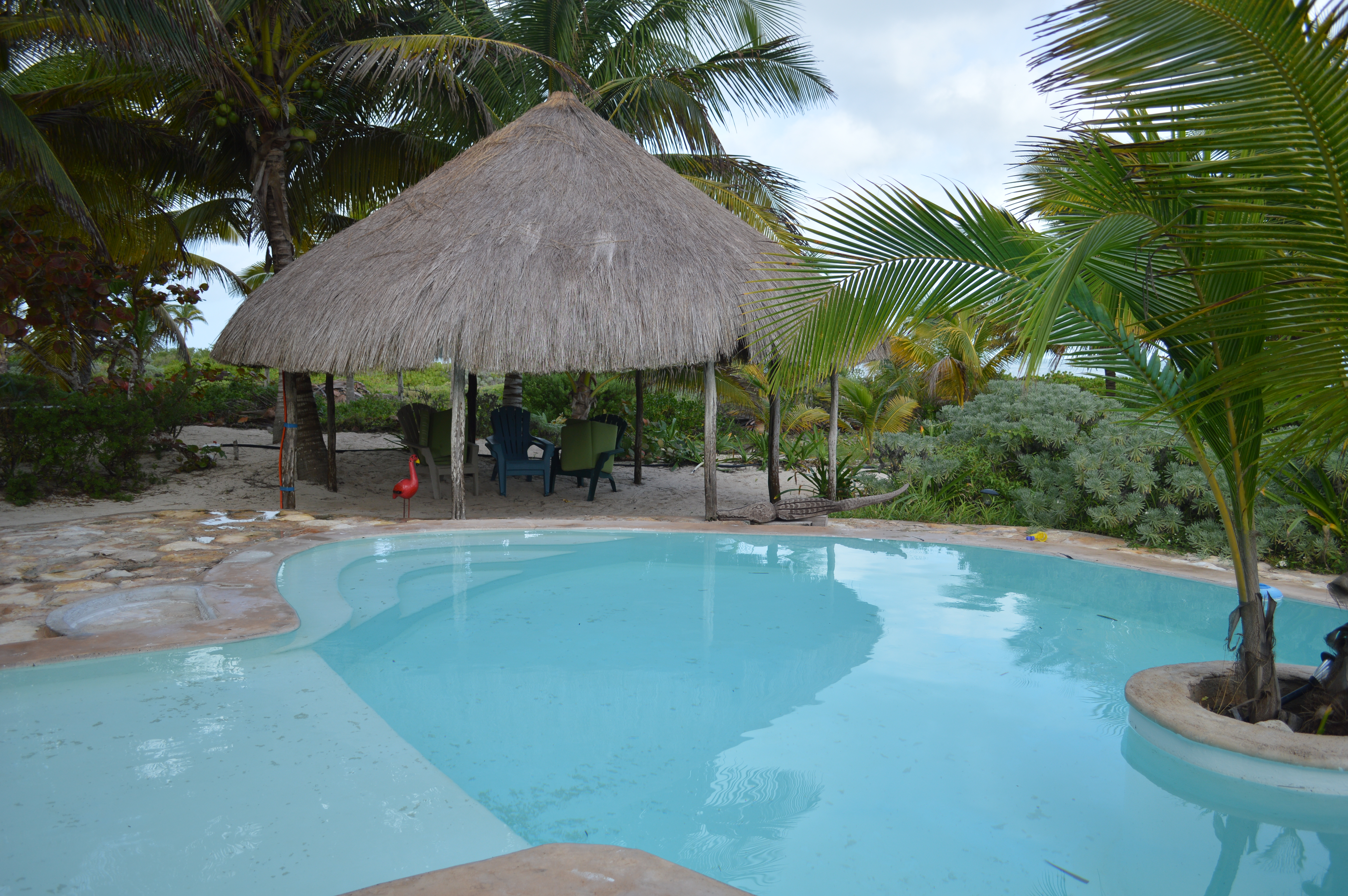
Палапа в Пуерто-Тельчак, Юкатан, Мексика

Пала́па (ісп. palapa, що походить від тагальського слова зі значенням «черешок») — легка споруда в районах з сухим і жарким кліматом, що має вигляд стріхи з пальмового листя на кількох стовпах, без стін. Звичайна для мексиканських пляжів і пустель, а також для Центральної Америки.